# Battaglia di Coron
La battaglia di Coron è stata una battaglia della prima guerra di Vandea combattuta il 18 settembre 1793 a Coron.

## La battaglia
Mentre l'esercito di Nantes e l'esercito di Magonza avanzava verso Tiffauges, l'esercito di Angers del generale Jean Antoine Rossignol era uscito dalla sua base per prendere i vandeani alle spalle da Saumur e bloccargli la fuga. Quest'esercito si era diviso in due forze, la prima comandata da Antoine Joseph Santerre e Charles Philippe Ronsin era uscita da Saumur, il secondo comandato da Duhoux de Hauterive aveva lasciato Angers. Il 17 settembre le truppe del generale Santerre si spiegarono sulle colline davanti Coron, il giorno dopo si trovavano di fronte 12 000 vandeani comandati da Piron de La Varenne. Santerre aveva 17 000 uomini sotto i suoi ordini ma solo 7 000 erano soldati esperti.
La battaglia iniziò a favore dei repubblicani che raggiunsero rapidamente la città e la occuparono, ma l'artiglieria era rimasta indietro rallentata dal terreno accidentato, la fanteria dovette fermare la sua carica per tornare indietro a difendere i cannoni e aiutare gli artiglieri a spostarli più in fretta. Approfittando di questa confusione i vandeani lanciarono un contrattacco che causò il panico tra i repubblicani, che fuggirono verso Saumur, lasciando indietro tutti i cannoni.